# Pit Nicolas
Pierre Paul Charles (Pit) Nicolas (Luxemburg-Stad, 1939) is een Luxemburgs keramist en beeldhouwer.

## Leven en werk
Pit Nicolas studeerde aan de school voor Schone Kunsten (1961-1962) in Nancy, de École nationale supérieure des beaux-arts (1962-1963) in Parijs en de Akademie der bildenden Künste Wien (1963-1965). Hij was als docent artistieke vorming verbonden aan het Athénée de Luxembourg (1969-1994) en het Pedagogisch Instituut (1969-1999) in Walferdange.
Het Athénée had een keramiekoven, waardoor Nicolas in staat werd gesteld te experimenteren met keramiek. Aanvankelijk maakte hij vooral gebruiksvoorwerpen, later meer sculpturaal werk. Hij werkt bij voorkeur in klei, vanaf de jaren 90 ontwierp hij ook een aantal metalen sculpturen. Nicolas sloot zich aan bij de Cercle Artistique de Luxembourg en werd in 1997 lid van de Académie Internationale de la Céramique. Nicolas had onder andere duo-exposities met André Haagen in het Kasteel Bourscheid (1978), met Ben Heyart in de Galerie d'art municipale in Esch-sur-Alzette (1980), met Sonja Roef in Galerie La Cité in Luxemburg-Stad (1981), met Jeannot Lunkes in de kunstgalerie in Esch (2007) en met Roger Bertemes bij MediArt in Luxemburg-Stad (2010) en solotentoonstellingen in de raadhuis-galerie in Dillingen (1987) en de Keramik-Galerie Böwig in Hannover (1990). Hij won diverse prijzen op internationale keramiekmanifestaties. Hij is een van de initiatiefnemers van de Luxemburgse Biennale de la Sculpture en Céramique.

## Enkele werken
- 1978 koor van de kerk in Steinsel
- 1980 ontwerp plaquette met een afbeelding van Burg Hollenfels, ter gelegenheid van het zilveren jubileum van de lokale Spaar- en Rentevereniging.[8]
- 1992 bronzen fonteinsculptuur voor het cultureel centrum in Capellen.
- 1997 stalen sculptuur voor het park van het thermaal bad in Mondorf-les-Bains.
- 2007 stalen fonteinsculptuur in de Jardin de Wiltz in Wiltz.

## Onderscheidingen
- 1992 zilveren medaille op de keramiektriënnale in Sopot
- 1997 eervolle vermelding op de wereldtriënnale van klein keramiek in Zagreb
- 1998 'Prix de la Biennale' op de 4e internationale keramiekbiënnale in Caïro
- 2005 eervolle vermelding op de 7e internationale keramiekbiënnale in Manises